# FIFA 13
《FIFA 13》은 EA 캐나다에서 제작한 20번째 FIFA 시리즈 게임이다.

## 주요 특징
- 지능형 공격: 새로운 위치 선정 인공지능이 공격하는 선수들로 하여금 플레이를 분석하고, 좋은 위치를 선점해 새로운 공격 기회를 만들게 한다. 선수들은 더 강력하고 현명한 방법으로 수비를 무너뜨리고, 전력 질주로 수비수들의 위치를 흩트리고, 동료에게 패스할 길을 열 수 있다. 또 공과 상관 없는 곳을 보거나 2가지 플레이를 먼저 생각해 진행 경로를 만들고, 휘고, 변경해 기회가 생기면 바로 이용할 수도 있다.

- 컴플리트 드리블: 선수들은 더욱 폭발적으로 공을 차고, 수비수와 맞선 상태에서 진정한 360° 이동이 결합된 정밀 드리블 조작을 이용한다.

- FIFA 13 1세대 터치 컨트롤: 어려운 공을 받을 때 의외성을 더하여 모든 선수의 조작을 예측 불가능하게 만드는 새로운 시스템이다. 나쁜 패스는 조작하기가 어렵기 때문에, 수비수들은 빗나간 패스와 형편없는 조작을 활용할 수 있다. 방어 압박, 공의 궤적, 패스 속도 같은 모든 요소가 선수의 성공을 좌우한다. 조작 능력과 기술이 뛰어난 선수가 돋보이게 된다. 완벽한 조작은 적어지고, 패스를 너무 세게 찰 가능성이 생기고, 공을 놓칠 기회는 늘어나고, 공격과 수비의 균형이 향상되었다.

- 플레이어 임팩트 엔진: 화려한 수상 경력을 자랑하는 물리 엔진의 2세대 버전이 선수들 간의 단순한 충돌에서 공과 상관없는 몸싸움에 이르는 물리적 플레이를 더욱 확장해, 수비수들은 다양한 방법으로 공을 빼앗을 수 있다. 수비수들은 자신의 몸을 이용해 공을 노리고, 위치 싸움을 하고, 자신의 체격과 힘을 활용해 공이 오기 전에 상대 선수의 조작 능력과 판단을 압박할 수 있다. FIFA 12시리즈는 버그가 많았지만 이번시리즈 에선 많이 개선되었다.

- FIFA 13 전술 프리킥: 상대방은 벽에 선수들을 추가하거나 빼고, 벽을 앞으로 움직이거나, 빠른 선수를 내보내 패스를 가로채거나 슛을 막는 방법으로 반격할 수 있다.

- 새로운 패스: 새로운 2가지 패스 방법을 이용해 선수들은 수비수가 뻗은 다리 위로 패스하거나, 빈 공간이나 동료 쪽으로 낮게 스루패스할 수 있다.

- FIFA 13 기본 시스템: 기본 요소가 개선되어 더욱 실감 나는 게임을 선사한다. 심판의 파울이나 카드 선언 판단이 향상되었고, 골키퍼의 인공지능이 개선되었으며, 전략적 수비 사용 시 수비 진영에 있는 선수들의 측면 이동력이 더욱 높아졌다. 또 오프 밸런스 슛, 180° 슛, 세레모니를 위한 새로운 애니메이션이 개발되었다.

- 진정한 현실성: 500개가 넘는 공식 인증 클럽과 15,000명 이상의 선수를 지원한다.

## 시스템 사양
- 최소 사양: OS: Windows Vista SP1 / Windows 7
  - CPU: 1.8 GHz Core 2 Duo
  - RAM: Windows Vista & Windows 7은 2GB RAM
  - 디스크 드라이브: 8배속 DVD-ROM
  - 하드 드라이브 최소 8.0 GB를 비롯한 게임을 저장하고 DirectX 9.0c를 설치하는 데 필요한 추가 공간
  - 비디오: Pixel Shader 3.0을 지원하는 3D 가속 256 MB 비디오 카드
  - 최소 지원 비디오 카드: ATI Radeon HD 3600, NVIDIA GeForce 6800GT
  - 사운드 카드: DirectX 9.0c 호환
  - DirectX: 9.0c
  - 입력 장치: 키보드, 마우스, 듀얼 아날로그 게임패드, VOIP 헤드셋
  - 온라인 멀티플레이어: 2-22 플레이어, 512 kbits/sec 또는 그 이상
  - 싱글 시스템 멀티플레이어: 1대의 PC에서 2-5명의 플레이어

- 권장 사양: OS: Windows Vista SP1 / Windows 7
  - CPU: Intel Core 2 Quad Q6600 2.4g / AMD Athlon II X4 600e 2.2g
  - RAM: Windows Vista & Windows 7은 2GB RAM
  - 디스크 드라이브: 8배속 DVD-ROM
  - 하드 드라이브 최소 8.0 GB를 비롯한 게임을 저장하고 DirectX 9.0c를 설치하는 데 필요한 추가 공간
  - 비디오: Nvidia 8800 GT / ATI Radeon HD 4650
  - 사운드 카드: DirectX 9.0c 호환
  - DirectX: 9.0c
  - 입력 장치: 키보드, 마우스, 듀얼 아날로그 게임패드, VOIP 헤드셋
  - 온라인 멀티플레이어: 2-22 플레이어, 512 kbits/sec 또는 그 이상
  - 싱글 시스템 멀티플레이어: 1대의 PC에서 2-5명의 플레이어